# 文殊仙寺
文殊仙寺（もんじゅせんじ）は、大分県国東市国東町大恩寺にある天台宗の寺院である。山号は峨眉山（がびさん）。

## 概要
国東半島のほぼ中央に位置する文殊山 (617m) の東北側の中腹にある古刹。山号の峨眉山は、寺が所在する文殊山の別名である。日本三文殊のひとつに数えられる。また、寺では「三人寄れば文殊の知恵」の発祥の地と称している。
本尊である文殊菩薩は知恵の母として広く親しまれ、古より子供が生まれると文殊の初参りをし、知恵が授かり無事成長すると云われる知恵の水を飲み、虫封じを行った。今日では子供の無事成長祈願、入園、入学、進学祈願や受験や各種試験の合格祈願などで年間を通して参拝者が訪れている。
【宇佐神宮六郷満山霊場特別札所第二十一番札所】
国東六郷満山霊場第二十五番。九州三六不動霊場第四番。

## 沿革
大化4年（648年）に、中国の五台山から迎えた文殊菩薩を本尊とし、役行者により創建されたとされ、六郷満山の末山本寺として江戸時代には杵築藩主能見松平家の祈願所として栄えた。

## 伽藍
参道の入口には仁王像が立ち、長い石段を登ったところに山門、客殿（不動堂）、鐘楼や、日本一大きいとされる高さ約9mの宝篋印塔がある。境内からは晴天の日には愛媛県、山口県が見え、瀬戸内海を行き来する船舶の姿まで肉眼で確認することもできる。
さらに進むと本尊の文殊菩薩が安置される本殿奥の院文殊堂があり、飲むと智恵が授かるとされる「智恵の水」が岩窟から湧出している。本尊は高さ約30cmの金銅仏で、秘仏とされ、第二次世界大戦前は33年に一度、戦後は文殊菩薩が卯年生まれの守護仏とされることから、12年ごとの卯年の春の大祭の際に開帳される。
境内や付近の森林には、樹齢約1,000年のケヤキや樹齢約400年のスギをはじめとする巨木が立ち並んでおり、文殊仙寺の自然林は、大分県の天然記念物に指定されるとともに、21世紀に残したい日本の自然100選に選ばれている。境内および付近の奇岩の風景は耶馬渓になぞらえて文殊耶馬と呼ばれ、春は桜、秋は紅葉の名所にもなっている。また、2018年10月15日には文殊仙寺境内を中心とした『文殊耶馬』が国の名勝に指定されました。

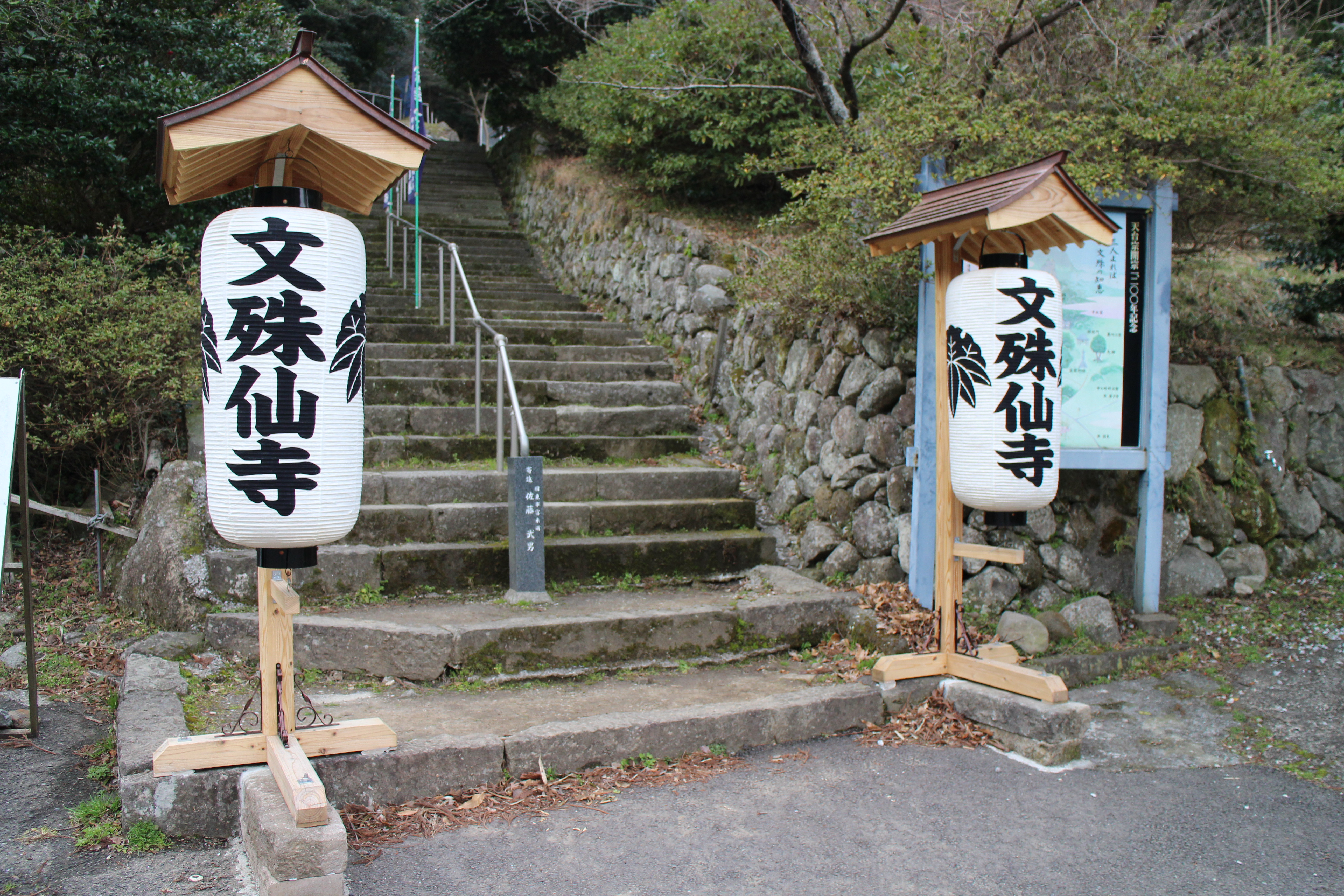
入口

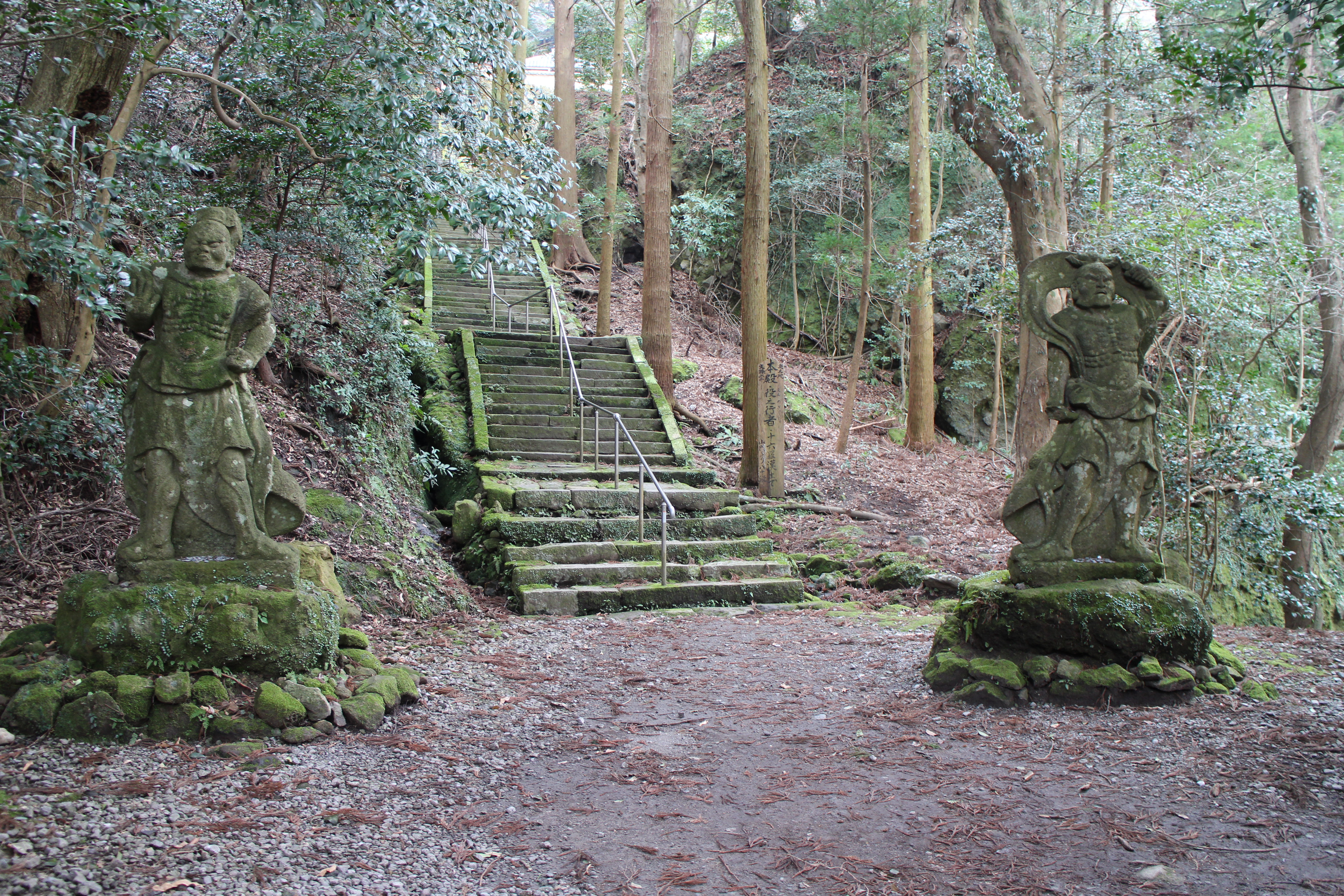
仁王像

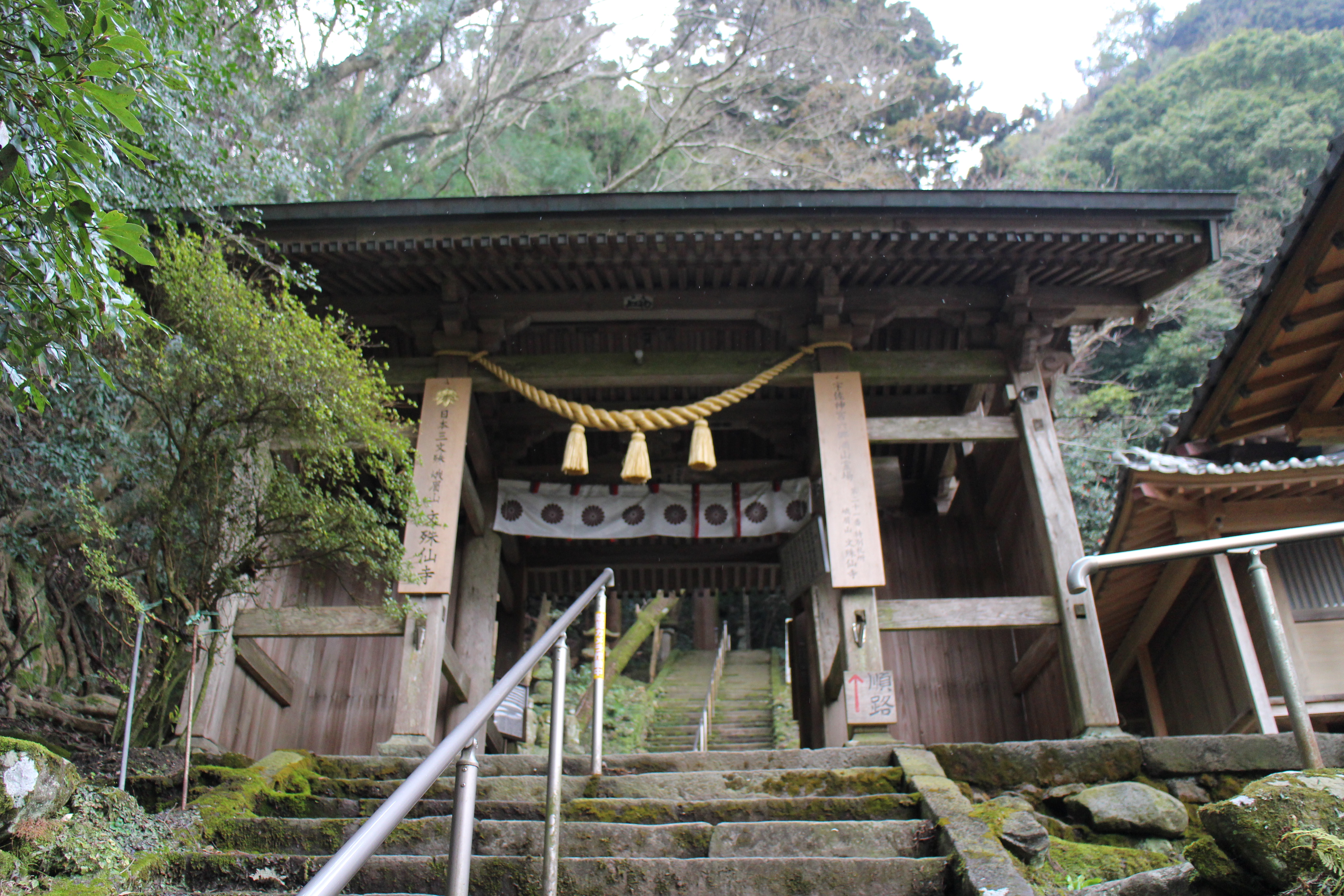
山門

客殿不動堂

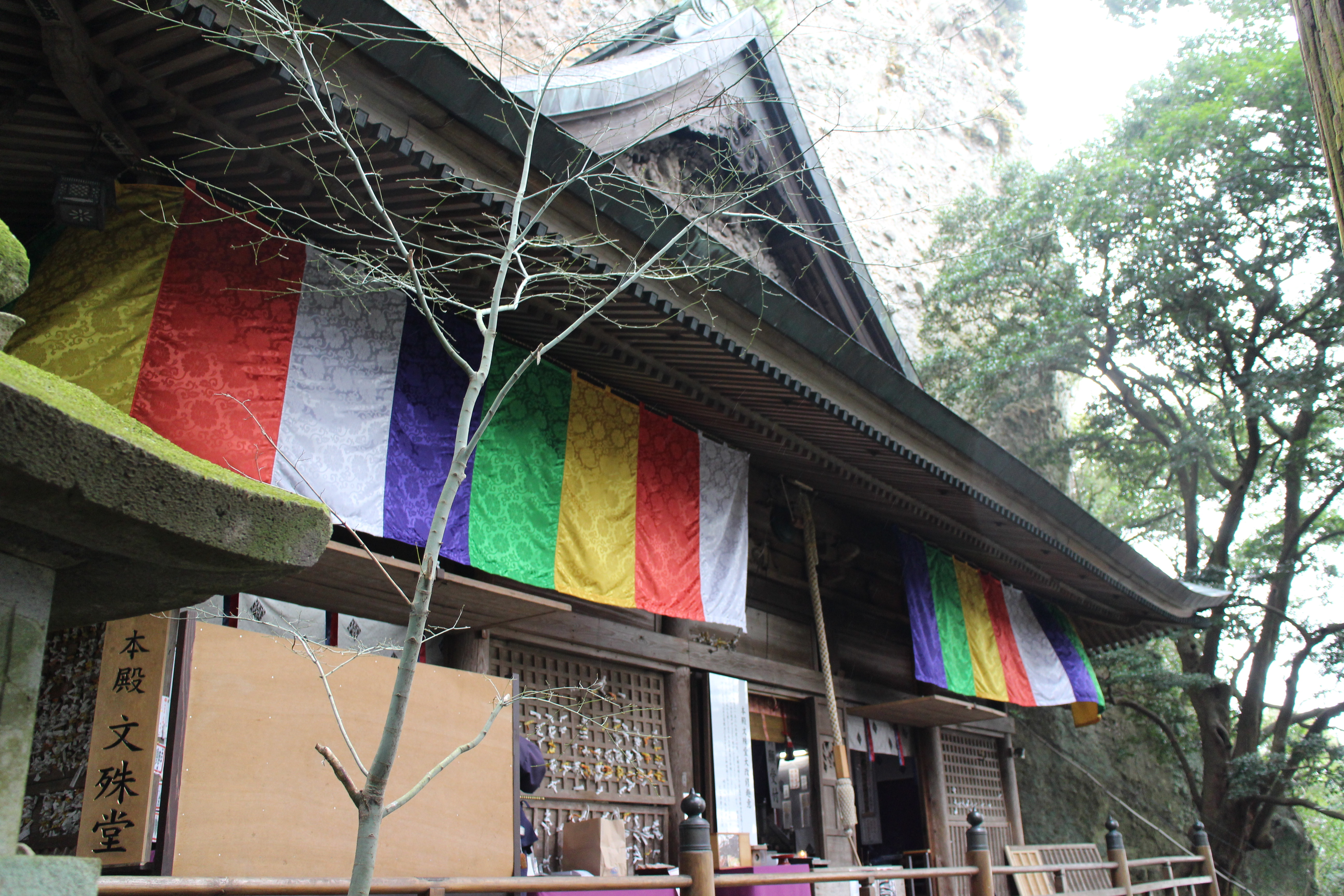
本殿文殊堂

## 文化財
- 大分県指定有形文化財
  - 梵鐘（昭和28年4月20日指定）
  - 銅鰐口（昭和42年3月31日指定）
  - 文殊仙寺石造十王像（昭和61年3月31日指定）
  - 文殊仙寺石造仁王像（平成6年3月25日指定）
- 大分県指定天然記念物
  - 文殊仙寺の自然林
- 大分県指定史跡
  - 峨眉山文殊仙寺（1979年5月15日指定）

## 行事
正月2日には、寺で採れた米に大分県産の椎茸を加え、「智恵の水」で炊いた知恵がゆが振る舞われる。
毎年3月の最終土曜日、日曜日には、文殊山春季大祭が執り行われ、本殿文殊堂にて祈願祭が行われて、県内外から多くの参拝者で賑わう。
毎年11月第4週の土日には、文殊仙寺秋季大祭八千枚大護摩供が執り行われる。
毎月25日は文殊菩薩の縁日であり、本殿文殊堂にて護摩焚き祈願が行われ、参拝者には昼食のお接待が用意される。

## 交通
大分交通「文珠」ゆきバス終点すぐ（参道階段入口すぐ横）。平日のみ運行。
但し、2024年改正の現行ダイヤでは往路が17時00分着の1本しかなく、バス利用での訪問は現実的でない（過去には有効時間帯の便も存在した）。